# Karel Bendl

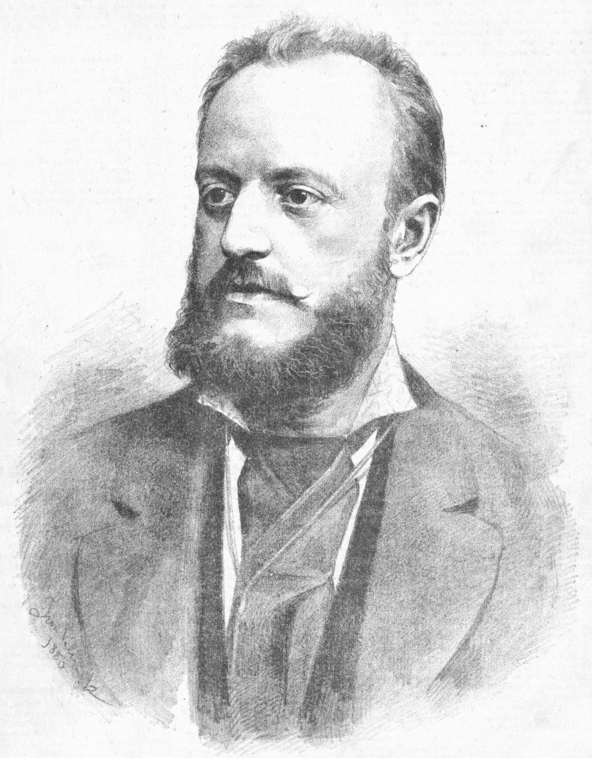
Karel Bendl.

Karel Bendl, född 16 april 1838, död 20 september 1897, var en tjeckisk operakompositör.
Bendl var verksam i Bryssel och Amsterdam, från 1865 i Prag. Han har skrivit operorna Lejla (1866) och Bretislav (1869) samt hundratals sånger, alla i böhmisk folkloristisk stil.